# معركة المدينة الجامعية
معركة المدينة الجامعية بمدريد هي مواجهة حربية اندلعت مع بداية الدفاع عن مدريد خلال الحرب الأهلية الإسبانية. وقعت هذه المعركة في منطقة الحرم الجديد للمدينة الجامعية في الفترة من 15 إلى 23 نوفمبر 1936 (حوالي أسبوع واحد)، وبعدها بقيت الجبهة مستقرة حتى نهاية الحرب. كان هدف الميليشيات الجمهورية هو «الدفاع عن العاصمة بأي ثمن» ولهذا كان من الضروري وقف زحف أرتال الجنرال فاريلا ومنع سقوط مدريد. كان هدف القوات المتمردة هو «الاستيلاء على المدينة» في أقصر فترة زمنية ممكنة. كانت جهود المتصارعين في المعركة نقطة تحول في مسار الحرب الأهلية، ورفعت مقاومة مدينة مدريد الروح المعنوية للمقاتلين على جبهات أخرى في جميع أنحاء المنطقة التي تسيطر عليها حكومة الجمهورية. كانت المحصلة النهائية لفترة القتال في 23 نوفمبر 1936 هو التغيير في إستراتيجية القوات المهاجمة. وتشمل الخصائص الرئيسية لهذه المواجهة دخول طوابير مختلفة من الألوية الدولية في القتال لأول مرة خلال الحرب، بالإضافة إلى العتاد العسكري السوفييتي الثقيل. تلقى المهاجمون عتاد ومقاتلين من ألمانيا وإيطاليا.

## المعركة
بدأ هجوم قوات الجنرال فاريلا في 8 نوفمبر 1936 بالتقدم أولا عبر كاسا دي كامبو. نقل هذا الهجوم محور القوات إلى الشمال الغربي لاحتلال المنطقة الواقعة بين المدينة الجامعية ومركز المدينة. وكان شديد الدموية على كلا الجانبين، وأنتج تقدمًا بطيئًا للغاية لخطوط المتمردين الذين دفعوا بكل جهدهم نحو نهر مانزاناريس عبر كاسا دي كامبو. على هذا الضفة حيث رأت القوات المهاجمة ضرورة التقدم نحو الجسور التي تدافع عنها المليشيات بقوة. وتمكنوا من عبور النهر بعد عدة محاولات فاشلة، وفي يوم الثلاثاء 15 نوفمبر بدأت معركة المدينة الجامعية. فدارت معركة في جميع أنحاء الكليات والمباني في الحرم الجامعي، وتميزت المواجهة بالقتال داخل المباني، وأحيانًا بين غرفة وغرفة، وبين الأدوار العليا والأرض. فاستمات الطرفان في احتلال المدينة ووقف تقدم الآخر. ونفذت عدة محاولات التكتيكية ولكن بكلفة عالية في الأرواح. وبعد أسبوع من التآكل الشديد والتقدم البسيط، التقى الجنرال فرانكو في مقر ليجانيس، حيث تم تغيير استراتيجية الهجوم في 23 نوفمبر: حيث سيكون هجوم غير مباشر على مدريد، عن طريق الالتفاف في محور لاس روزاس- هاميرا (حاليًا أحد أحياء بوزويلو دي الاركون) على بعد أقل من كيلومترين شمال غرب الحرم الجامعي. فاندلعت معارك خاراما (فبراير 1937) وغوادالاخارا (مارس 1937).
حافظ الحرم الجامعي الذي واجهته بشكل إسفين ورأسه العيادة، وعلى خطوطه عمليا دون تغيير خلال الفترة المتبقية من الحرب الأهلية. على الرغم من كل هذا، نشأ صراع شرس للألغام والألغام المضادة في المدينة الجامعية والمنتزه الغربي [الإنجليزية] لمنع هجمات المشاة. وفي يوم 28 مارس 1939 سلم العقيد سجسموندو كاسادو المدينة إلى القوات المهاجمة.